# Ertholmene
De Ertholmene vormen een Deense archipel die 18 kilometer ten noordoosten van Bornholm ligt. De Ertholmene worden bestuurd door het Deense Ministerie van Defensie, dat tevens alle woningen op de eilanden bezit en verhuurt.
De eilanden liggen in de Oostzee en bestaan uit:
- Christiansø (vroeger: Kierkeholmen)
- Frederiksø (vroeger: Boeholmen)
- Græsholm
- Lilleø
- Høgebur
- Tat
- Tyveskær
- Vesterskær
- Østerskær

Deze eilanden vormen het meest oostelijke punt van Denemarken. Enkel Christiansø en Frederiksø (met elkaar door een voetgangersbrug verbonden) zijn bewoond, door ongeveer 100 mensen. De eerste bewoning dateert van de zeventiende eeuw en situeert zich in het kader van de toenmalige conflicten tussen Denemarken en Zweden, waarbij Denemarken een centrale marinebasis in de Oostzee nastreefde.

## Toerisme
Er zijn op Bornholm veerverbindingen vanaf Allinge-Sandvig, Gudhjem en Svaneke. In de wintermaanden zijn de eilanden tijdens de weekeinden niet bereikbaar. In de zomermaanden varen de veerboten vaker. Christiansø heeft het enige café en hotel van de Erteholmene. Tevens kan men er overnachten in de voormalige gevangenis van het eiland. Elk jaar komen ongeveer 80.000 toeristen naar het eiland. Toerisme en visserij zijn dan ook de belangrijkste bronnen van bestaan.
Auto's zijn niet toegestaan op de Ertholmene.